# Liste der Monuments historiques in Pont-les-Moulins
Die Liste der Monuments historiques in Pont-les-Moulins führt die Monuments historiques in der französischen Gemeinde Pont-les-Moulins auf.

## Liste der Objekte
| Bezeichnung                | Beschreibung                                        | Standort                       | Kennzeichnung | Schutzstatus | Datum | Bild |
| -------------------------- | --------------------------------------------------- | ------------------------------ | ------------- | ------------ | ----- | ---- |
| Skulptur Madonna mit Kind  | Holz, farbig gefasst und vergoldet, 18. Jahrhundert | in der Kirche St-Claude (Lage) | PM25002351    | Inscrit      | 1984  |      |
| Skulptur Heiliger Claudius | Holz, farbig gefasst und vergoldet, 18. Jahrhundert | in der Kirche St-Claude (Lage) | PM25002352    | Inscrit      | 1984  |      |